# Леві Гарсія
Леві Гарсія (англ. Levi García, нар. 20 листопада 1997) — тринідадський футболіст, півзахисник клубу АЕК та національної збірної Тринідаду і Тобаго.

## Клубна кар'єра
Народився 20 листопада 1997 року в Санта-Флорі, Тринідад і Тобаго в сім'ї Карла та Джудіт Гарсії. Грав за молодіжну команду «Т&ТЕК». Через важку фінансову ситуацію клубу та нездатність платити гравцям, менеджер Декстер Сайрус вирішив випустити у кінці сезону 2012/13 деяких своїх молодих гравців, серед яких був і Гарсія. По завершенні сезону клуб припинив існування і Леві грав за молодіжний клуб «Сіпарія Сперс».
У березні 2014 року Гарсія підписав свій перший професійний контракт з клубом «Сентрал». Однак до його першого матчу в основній команді він був помічений у вересні 2014 року голландським розвідником талантів Хамфрі Нойманом під час гри за молодіжну збірну Тринідаду і Тобаго у кваліфікації Чемпіонату КОНКАКАФ U20 2015 року. В результаті 20 лютого 2015 року Гарсія підписав попередній трирічний контракт з АЗ. Однак він не зміг розпочати свою кар'єру у Нідерландах до свого 18-річчя через законодавство про працю Європейського Союзу, тому перейшов до команди лише у червні 2015 року.
24 січня 2016 року Гарсія дебютував у Ередивізі за клуб у матчі проти «Феєнорда», вийшовши на заміну на 68-й хвилині, коли його команда вела 4:1. У 18 років і 65 днів Гарсія став наймолодшим гравцем з Тринідаду і Тобаго, який коли-небудь грав за європейський клуб, побивши рекорд раніше колишнього форварда «Астон Вілли», Двайта Йорка. Через тиждень Леві забив свій перший гол, відзначившись менш ніж за хвилину після того, як вийшов на заміну на 71-й хвилині в матчі з «Неймегеном» (3:0), ставши другим наймолодшим бомбардиром в історії клубу. У своєму першому сезоні з АЗ Гарсія провів дев'ять матчів у всіх змаганнях. У наступні роки Леві продовжував інколи виходити на поле, але основним гравцем не став, через що грав в оренді за «Ексельсіор» (Роттердам).
У травні 2018 року, після закінчення терміну дії контракту з АЗ, Гарсія у статусі вільного агента приєднався до ізраїльського «Хапоеля Іроні» (Кір'ят-Шмона), де провів наступний сезон, а 30 травня 2019 року підписав контракт з іншою місцевою командою «Бейтар» (Єрусалим), в якій відіграв ще один рік, вигравши кубок ізраїльської ліги.
14 вересня 2020 року перейшов у грецький АЕК за 2,2 млн. євро за 60% прав. 27 вересня 2020 року він дебютував за команду у чемпіонаті в матчі проти «Ламії» (3:0). Станом на 6 жовтня 2020 року відіграв за афінський клуб 2 матчі в національному чемпіонаті.

## Виступи за збірні
У 2012–2013 роках виступав за юнацьку збірну Тринідаду і Тобаго, у складі якої був учасником юнацького чемпіонату КОНКАКАФ 2013 року у Панамі, де тринідадці дійшли до чвертьфіналу.
з 2014 року залучався до складу молодіжної збірної Тринідаду і Тобаго, з якою поїхав на молодіжний чемпіонат КОНКАКАФ 2015 року на Ямайці, зігравши у 4 іграх і зацікавивши кількох європейських скаутів, втім тринідадці не змогли вийти з групи.
25 березня 2016 року дебютував в офіційних матчах у складі національної збірної Тринідаду і Тобаго в рамках відбіркового турніру до чемпіонату світу 2018 року в Росії. У гостьовому матчі проти збірної Сент-Вінсенту і Гренадин півзахисник вийшов на заміну на 62-й хвилині і зробив дубль, принісши тринідадцям перемогу з рахунком 3:2.
У складі збірної був учасником розіграшу Золотого кубка КОНКАКАФ 2019 року у декількох країнах, де зіграв у всіх трьох матчах, але його команда посіла останнє місце у групі.

## Досягнення
- Володар Кубка Тото (1):

«Бейтар»: 2019-20
- Чемпіон Греції (1):

АЕК: 2022-23
- Володар кубка Греції (1):

АЕК: 2022-23

## Сім'я
Леві Гарсія виріс у багатодітній родині: у його батьків Карла та Джудіт Гарсії було ще п'ятеро дітей — троє братів (Даніель, Натаніель та Джуда), які теж стали футболістами, та дві сестри (Карла та Адана). З двома братами Натаніелем (нар 1993) і Джудою (нар 2000) він виступає за збірну Тринідаду і Тобаго.